# Matsutaroa
Matsutaroa là một chi bướm ngày thuộc họ Lycaenidae.